# Perché le nazioni falliscono
Perché le nazioni falliscono. Le origini di potenza, prosperità e povertà (Why Nations Fail: The Origins of Power, Prosperity, and Poverty) è un saggio politico di Daron Acemoğlu e James A. Robinson, pubblicato nel 2012. Il saggio tratta le enormi differenze di reddito e di tenore di vita fra i paesi ricchi e quelli poveri del mondo.

## Genesi dell'opera
Le teorie esposte nel volume sono state presentate in precedenza dagli autori in vari scritti e particolarmente nel saggio intitolato «A Theory of Political Transitions» pubblicato nel 2001 su The American Economic Review, la rivista dell'American Economic Association. Il volume è stato completato nei primi mesi del 2011, quando il Nordafrica e il Medio Oriente erano scossi dalla cosiddetta "Primavera araba".

## Contenuto

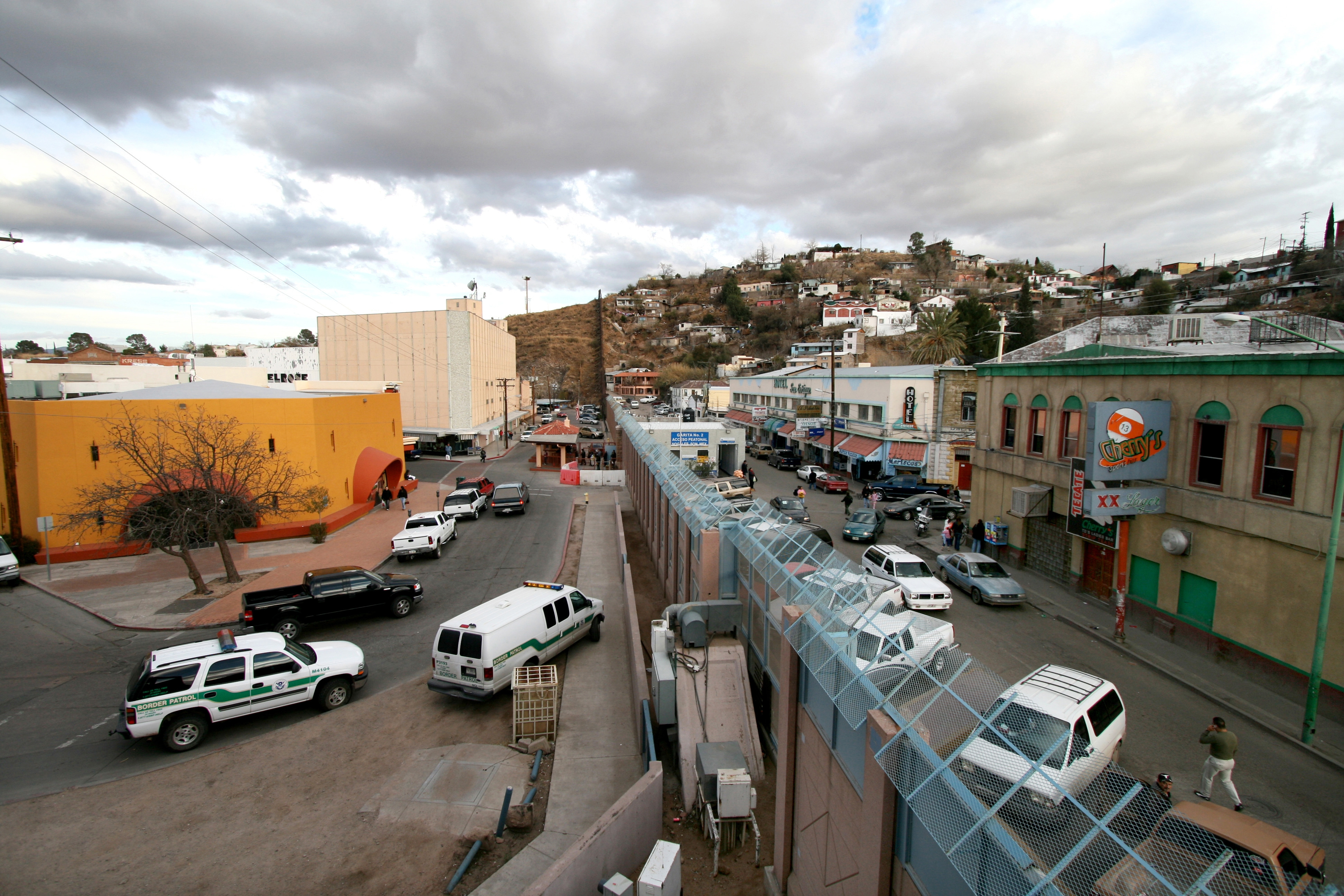
Confine fra Nogales statunitense (a sinistra) e Nogales messicana (a destra)

Gli autori, l'economista statunitense Daron Acemoğlu del Massachusetts Institute of Technology e il politologo britannico James A. Robinson dell'Università di Chicago, si interrogano sui possibili fattori responsabili del successo o del fallimento politico ed economico degli Stati. I due autori sostengono che i fattori che entrano in gioco nelle spiegazioni tradizionali, quali per esempio la geografia, il clima, la cultura, la religione o l'abilità dei governanti, siano insufficienti o errati. Esistono infatti località o nazioni che, pur non differenziandosi per questi fattori, presentano tuttavia differenze notevoli nel reddito e nella qualità di vita (per esempio Nogales nel Messico e Nogales negli USA, la Corea del Nord e Corea del Sud, e così via). Acemoglu e Robinson sostengono che la prosperità e la povertà dipendono dalla qualità delle istituzioni politiche ed economiche le quali possono essere «inclusive» o «estrattive». Le istituzioni «inclusive» favoriscono il coinvolgimento della maggioranza dei cittadini e pertanto, con la crescita economica, favoriscono anche lo sviluppo umano e civile; le istituzioni «estrattive», al contrario, sono finalizzate a "estrarre" rendite a beneficio di una minoranza di privilegiati, l'élite dominante; quest'ultima tende a frenare l'innovazione soprattutto per frenare le conseguenze della «distruzione creatrice» di Schumpeter. «Oggi le nazioni falliscono perché le loro istituzioni economiche estrattive non creano gli incentivi di cui la popolazione ha bisogno per risparmiare, investire e innovare». Nell'opera vengono riportati numerosi esempi storici a supporto di queste tesi.

## Edizioni
- (EN) Daron Acemoglu e James A. Robinson, Why Nations Fail: The Origins of Power, Prosperity and Poverty, New York, Crown Business, 2012,  pp. XI+529, ISBN 978-0-307-71921-8.
- (EN) Daron Acemoglu e James A. Robinson, Why Nations Fail: the origins of power, prosperity, and poverty, London, Profile Books, 2012,  pp. XI+529, ISBN 978-1-84668-429-6.
- Daron Acemoglu e James A. Robinson, Perché le nazioni falliscono : alle origini di potenza, prosperità e povertà, traduzione di Marco Allegra e Matteo Vegetti, Milano, Il saggiatore, 2013,  p. 527, ISBN 978-88-428-1873-1.

## Critica
Il libro ha suscitato un intenso dibattito ed è stato recensito da numerosi studiosi fra cui Arvind Subramanian, David R. Henderson, Francis Fukuyama, Jared Diamond, Jeffrey Sachs, Maximiliano Korstanje, Mitt Romney, Paul Collier, Robert Barro, Warren Bass, William Easterly, Federico Rampini, Simonetta Fiori e altri. Il volume è diventato un best seller negli Stati Uniti nell'estate del 2012 e ha ottenuto inoltre alcuni premi:
- Paddy Power And Total Politics Political Book Award (International Affairs) nel 2012[24]
- Financial Times and Goldman Sachs Business Book of the Year Award nel 2012[25]
- Lionel Gelber Prize nel 2013[26]
- Arthur Ross Book Award, Honorable Mention nel 2013[27]